# Övre mellanvästern

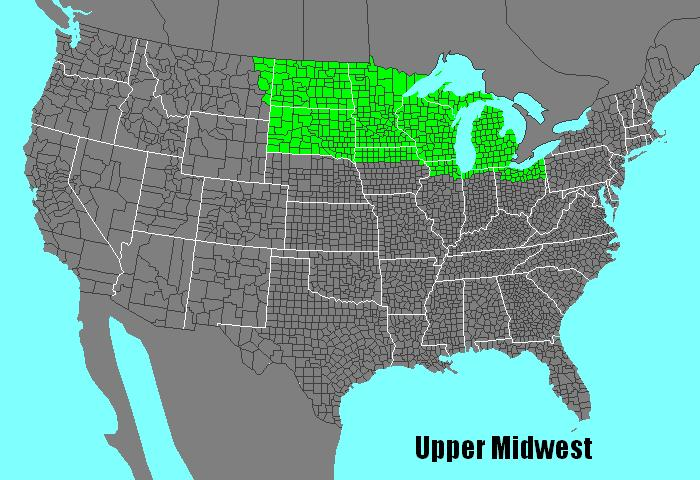
Övre mellanvästra USA

Övre mellanvästern (engelska: Upper Midwest) är en region i USA. Det finns ett antal olika definitioner av vilka av delstaterna som ska räknas in i detta område, men det handlar om Wisconsin och dess grannar. Området är en del av Mellanvästern. Politiskt räknas området där det demokratiska partiet har stort stöd, som ett arv efter den progressiva rörelsen i början av 1900-talet.

## AIRUM definition
Organisationen Association for Institutional Research in the Upper Midwest definierar regionen med staterna  Iowa, Minnesota, North Dakota, South Dakota, Wisconsin och den övre halvön av  Michigan.

## Library of Congress definition
Enligt Library of Congress avses det område som tidigare hette Northwest Territory, vilket inkluderar delstaterna Ohio, Indiana, Illinois, Michigan, Wisconsin och Minnesota.

## NWS definition
Den nationella vädertjänsten (National Weather Service) definierar Övre mellanvästern som Illinois, Indiana, Iowa, Michigan, Minnesota, Missouri, Ohio and Wisconsin.

## US Geological Survey definitions
USA:s lantmäteriorganisation (United States Geological Survey) har minst två definitioner av vad Övre mellanvästern ska vara:
- USGS Upper Midwest Environmental Sciences Center räknar in sex stater, Illinois, Indiana, Iowa, Michigan, Minnesota, and Wisconsin.
- USGS Mineral Resources Program räknar in Illinois, Indiana, Michigan, Minnesota och Wisconsin.